# باباجان غفورف (تاریخ‌دان)

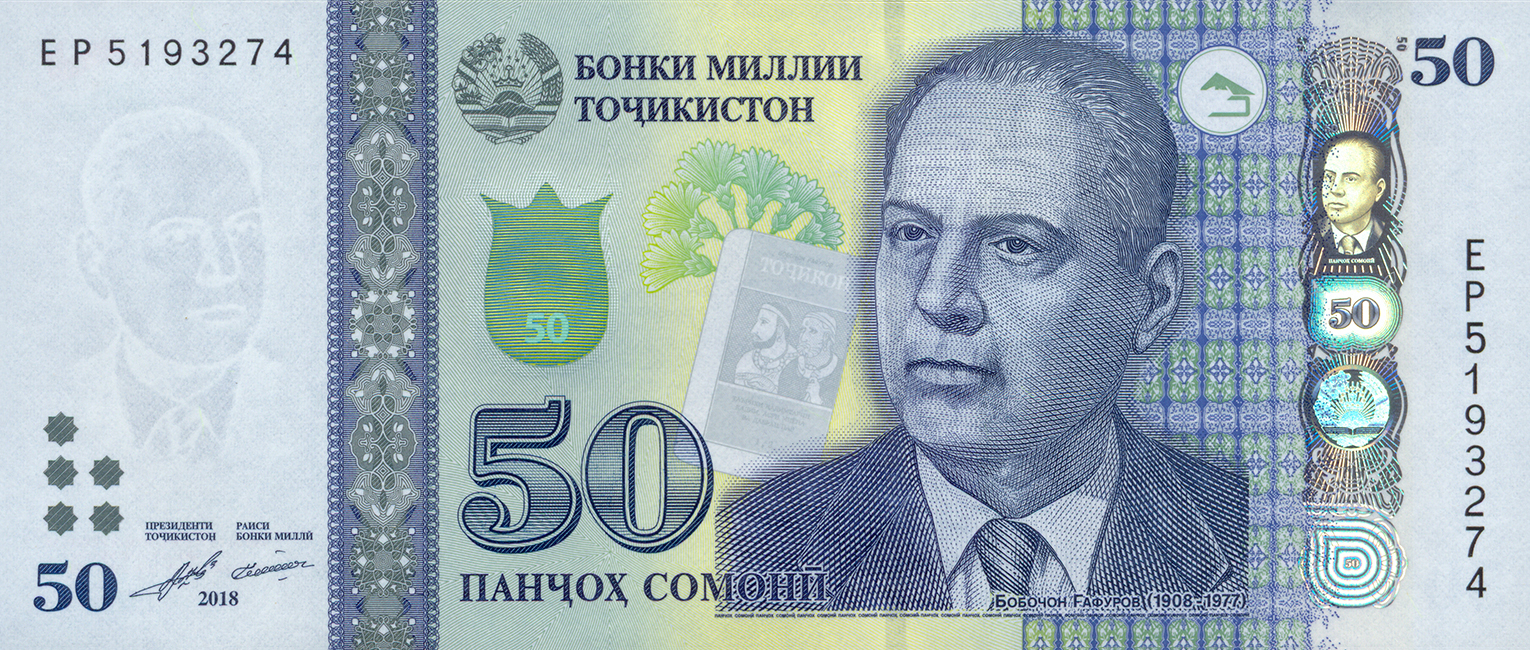
تصویر باباجان غفوروف بر روی اسکناس.

غفوروف باباجان تاریخ‌دان، سیاستمدار و خاورشناس اهل تاجیکستان بود. در سال ۱۹۰۹ میلادی در ناحیهٔ خجند تاجیکستان متولد شد. باباجان غفوروف ضمن اشتغال به مقامات گوناگون به روزنامه‌نگاری نیز مبادرت ورزید و به فعالیت علمی و پژوهشی در رشتهٔ تاریخ مردم تاجیک مشغول بود. در سال ۱۹۴۱ میلادی عنوان علمی کاندیدای علم تاریخ را کسب نمود و به عنوان عضو حقیقی آکادمی علوم اتحاد شوروی برگزیده شد. چندی بعد به ریاست انستیتوی خاورشناسی آکادمی علوم اتحاد شوروی رسید.
پژوهش تاریخ مردم تاجیک همیشه در مرکز توجه باباجان غفوروف قرار داشت. او از آخرین کشفیات باستان شناسی، مردم شناسی، سکه‌شناسی و منبع‌شناسی در تدوین اثر خود استفاده می‌نمود. در سال ۱۹۷۲ میلادی اثر تاریخی خود، کتاب «تاجیکان» را به زبان روسی منتشر کرد که در آن زمان یک رویداد مهم علمی در علم تاریخ‌شناسی شوروی محسوب می‌شد. در نشر آن به زبان تاجیکی تمام منابع و پژوهش‌های نوین تا سال ۱۹۷۷ میلادی را مورد استفاده قرار داد. کتاب تاجیکان نه تنها در اتحاد شوروی سابق، بلکه در خارج از آن نیز مورد توجه قرار گرفت. غفوروف به تاریخ کشور ایران نیز توجه داشت. وی از سوی دانشگاه تهران عنوان دکترای افتخاری را دریافت کرد. غفوروف در سال ۱۹۷۷ میلادی درگذشت.